# Malaconothrus foliatus
Malaconothrus foliatus är en kvalsterart som beskrevs av Aoki 1994. Malaconothrus foliatus ingår i släktet Malaconothrus och familjen Malaconothridae. Inga underarter finns listade i Catalogue of Life.